# Evangelische Kirche (Eschborn)

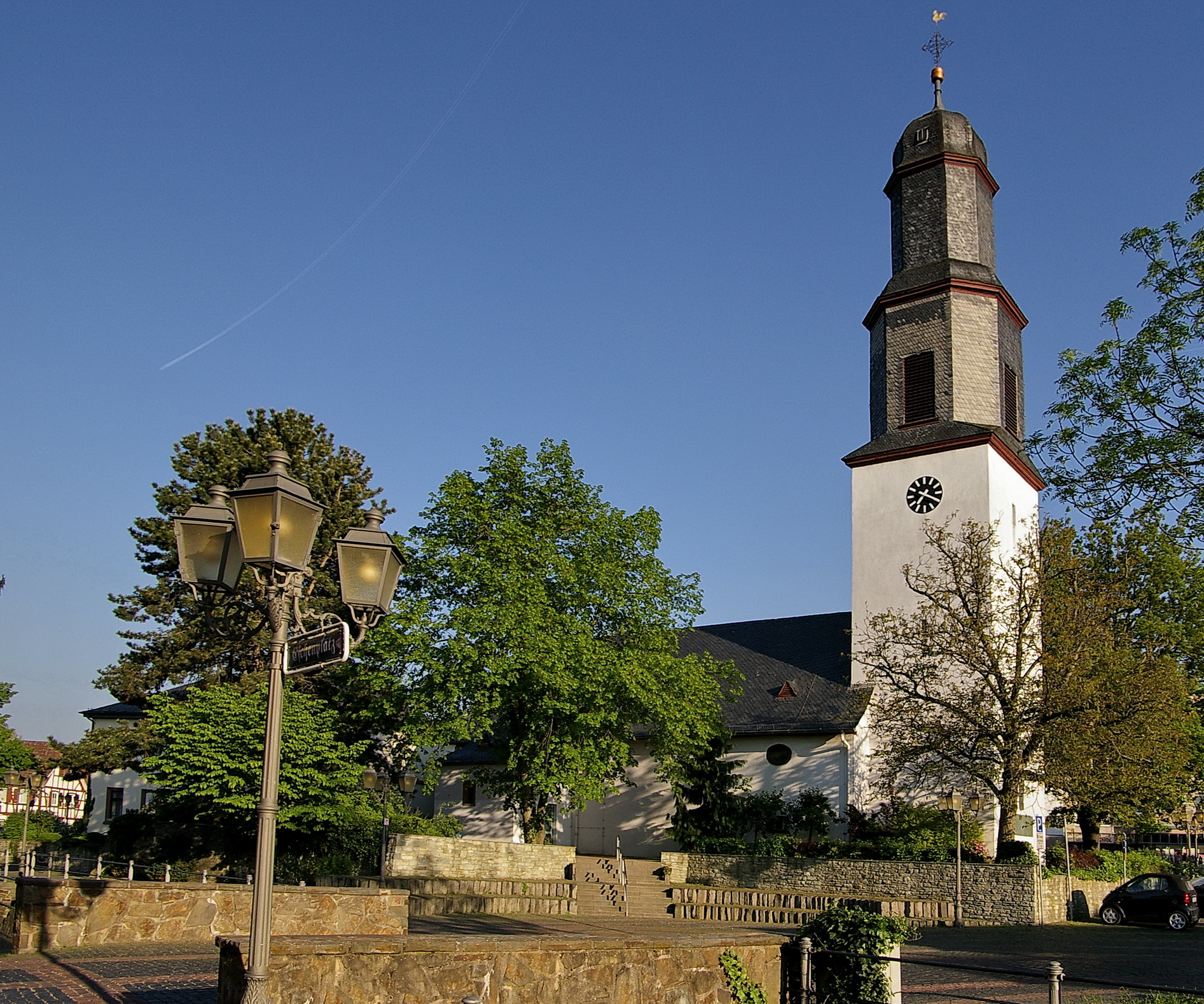
Evangelische Kirche (Eschborn)

Die Evangelische Kirche Eschborn ist ein denkmalgeschütztes Kirchengebäude in Eschborn, einer Gemeinde im Main-Taunus-Kreis in Hessen. Die Kirchengemeinde gehört zum Dekanat Kronberg in der Propstei Rhein-Main der Evangelischen Kirche in Hessen und Nassau.

## Beschreibung
Im 9. Jahrhundert entstand eine Basilika mit einem Langhaus aus drei Kirchenschiffen, deren Grundmauern sich in der heutigen Kirche noch nachweisen lassen. Der rechteckige Chor in Breite des Mittelschiffs wurde am Ende des 14. Jahrhunderts im Osten hinzugefügt. Die mit einem Kreuzgratgewölbe überspannte Sakristei wurde im 15. Jahrhundert angebaut.
In den Wirren des Dreißigjährigen Krieges wurde die Kirche zerstört. Beim Wiederaufbau 1624 wurden die Seitenschiffe abgebrochen. Das Mittelschiff bildet nun die Saalkirche, so wurde der verminderten Einwohnerzahl nach dem Krieg Rechnung getragen. Allerdings mussten im 17. Jahrhundert an drei Seiten Emporen eingebaut werden. Die Arkaden der nördlichen Wand des Mittelschiffs sind innen noch kenntlich. Die Südwand des Mittelschiffs wurde mit großen Fenstern erneuert.
Die ältesten Steine aus dem 9. Jahrhundert sind im quadratischen Kirchturm im Westen vermauert. Er wurde 1766 mit einer doppelstöckigen, schiefergedeckten Haube erhöht. 1926 wurde der Innenraum von Otto Linnemann ausgemalt. Im Ersten Weltkrieg wurden zwei der drei Kirchenglocken eingeschmolzen, die 1921 durch neue Glocken ersetzt wurden. Im Jahr 1950 erhielt die Kirche drei neue Glocken von der Glocken- und Kunstgießerei Rincker.
Die Orgel wurde 1860/61 von Christian Friedrich Voigt gebaut. An der Turmaußenseite befindet sich im Süden eine gotische Tür mit Sandsteingewände. Weiter sind zwei Sandsteingrabmäler mit Datierungen von 1730 und von 1730 an der Außenseite des Kirchenschiffs angebracht. Im westlichen Bereich des Kirchenareals ist 1957 eine Gefallenengedenktafel von Knut Kurdsen errichtet worden.